# Меч Храброго

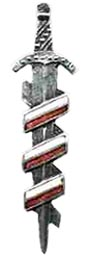
Меч храброго

Меч Храброго или Щербец Храброго (пол. mieczyk Chrobrego, szczerbiec Chrobrego) — символ в виде щербеца, коронационный меч польских королей, обёрнутого лентой национальных цветов, который используется польскими националистами, главным образом среди движения национального радикализма.
Считается, что наименование меча произошло от имени короля Болеслава Храброго, который согласно легенде в 1018 году ударил своим мечом киевские Золотые ворота, оставив на них вмятину.
Меч Храброго впервые стал использоваться в предвоенный период националистической организацией Лагерь Великой Польши, которая была отделением Национального лагеря, основанного в 1926 году Романом Дмовским. Позже меч Храброго использовался Национальной партией, Национально-радикальным лагерем и Академическим союзом всепольской молодёжи. C 1933 года во время политики санации использование меча Храброго было запрещено. Во время Второй мировой войны Меч храброго изображался на кресте Национальных вооружённых сил.
В настоящее время меч Храброго используется некоторыми общественными организациями, придерживающихся правых взглядов, в частности его используют в своей символике Лига польских семей, Всепольская молодёжь и Национально-радикальный лагерь. Символ меч Храброго наряду с фалангой и топожелом использовался футбольными болельщиками на футбольном Чемпионате Европы 2008 года. Международная организация «Football Against Racism in Europe» признала эти символы на одном уровне со свастикой, символами СС и Ку-клукс-клана.

## Галерея

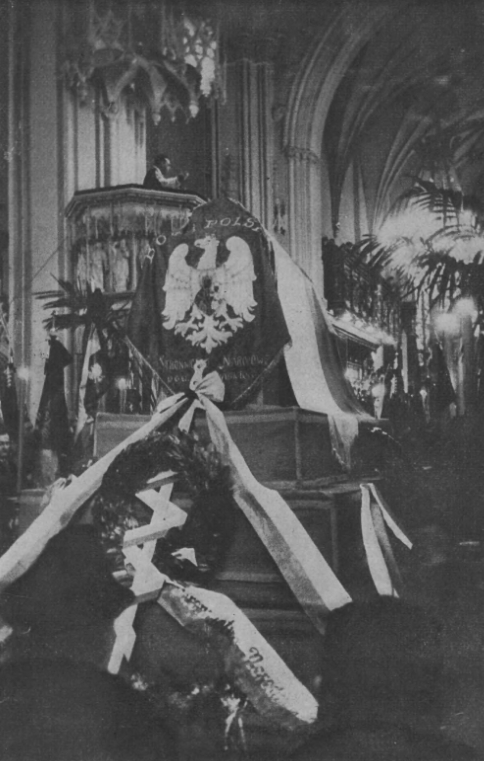
Меч Храброго во время панихиды Романа Дмовского
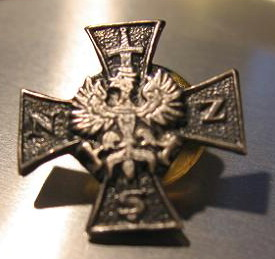
Крест Национальных вооружённых сил с мечом Храброго
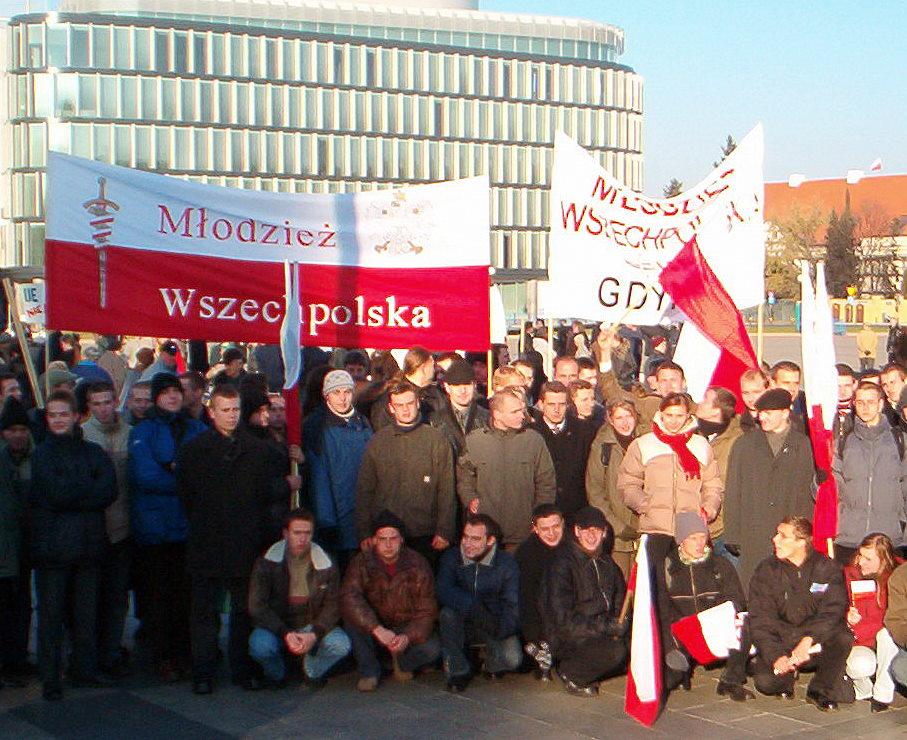
На митинге Всепольской молодёжи